# Syndrome de Niikawa-Kuroki
 Mise en garde médicale
Le syndrome de Niikawa-Kuroki, plus communément surnommé syndrome kabuki, est une maladie congénitale associant :
- un retard psychomoteur ;
- un visage caractéristique présentant quelques similarités avec le maquillage des acteurs du théâtre japonais kabuki ;
- un retard de croissance d'apparition le plus souvent après la naissance ;
- des particularités des plis des mains (dermatoglyphes) et la persistance de l'aspect fœtal des pulpes des doigts (aspects en gouttes d'eau) ;
- et des anomalies du squelette, dont une scoliose et un raccourcissement du cinquième doigt.

Le nom de ce syndrome est en rapport avec les acteurs du kabuki, théâtre traditionnel japonais.

## Étiologie
- Des mutations sur les gènes MLL2[1] et KDM6A[2] ont été identifiées chez certains patients.

## Incidence
Au Japon, où ce syndrome a été pour la première fois décrit par Norio Niikawa, la prévalence serait de 1 sur 32 000.
Plusieurs cas sont maintenant décrits dans différentes populations.

## Description
À la naissance, l'enfant présente un poids normal mais il existe parfois une microcéphalie. Les enfants atteints par cette maladie présentent plus de neuf fois sur dix :
- Retard de croissance
  - Celui-ci s'installe après la naissance par une croissance staturo-pondérale insuffisante
- Visage particulier :
  - grandes oreilles,
  - éversion latérale de la paupière inférieure,
  - sourcils arqués avec pilosités rares au tiers externe.
  - dépression de la pointe du nez
- Anomalies du squelette :
  - raccourcissement du cinquième doigt,
  - division des vertèbres à la radiographie
- Anomalies dermatoglyphiques :
  - les anomalies dermatoglyphiques ressemblent à celle du syndrome FG.

Dans 40 % des cas, on retrouve une cardiopathie congénitale. La coarctation de l'aorte semble être l'anomalie la plus fréquente. 20 % des patients présentent également des malformations génito-urinaires. De très nombreuses autres manifestations cliniques (en particulier apparitions de maladies auto-immunes) sont également observées dans le syndrome de Kabuki.

## Transmission
- Transmission autosomique récessive